# Czuba
Czuba (546 m) – miejsce na północno-zachodnim grzbiecie Gronia Jana Pawła II w Beskidzie Małym, pomiędzy przełęczą Sosina a Gancarzem. Nie jest to szczyt, a tylko miejsce, w którym następuje załamanie grani. Miejsce to ma jednak znaczenie topograficzne, gdyż na Czubie znajduje się skrzyżowanie dróg leśnych i szlaków turystycznych.
Czuba jest porośnięta lasem. Zachodnie stoki opadają do miejscowości Rzyki, wschodnie do Kaczyny w województwie małopolskim, w powiecie wadowickim.
Szlaki turystyczne
 Andrychów – Pańska Góra – Czuby – Przełęcz Biadasowska – Wapienica – Przykraźń – skrzyżowanie Panienka – Susfatowa Góra – Przełęcz Kaczyńska – Narożnik – przełęcz Sosina – Czuba – Gancarz – Przełęcz pod Gancarzem – Groń Jana Pawła II
 Rzyki – Czuba – Kaczyna.